# Goodbye Yellow Brick Road
Goodbye Yellow Brick Road è il nono album dell'artista britannico Elton John, pubblicato il 5 ottobre 1973. Rappresenta uno dei suoi più grandi successi, artistici e commerciali, ed è considerato dalla critica un album fondamentale nella storia della musica.

## Descrizione

### Temi e ispirazione
Acclamato da sempre come una delle produzioni migliori e più celebri della rockstar, fu il suo primo LP doppio, anche se originariamente non doveva essere pianificato come tale. Inizialmente si pensò di registrarlo in Giamaica (Elton aveva preso spunto da Goat's Head Soup dei Rolling Stones), ma a causa di problemi tecnici si optò per lo Château d'Hérouville, in Francia (già utilizzato per la produzione di Honky Château e Don't Shoot Me I'm Only the Piano Player), dove le sessioni di registrazione furono ultimate in soli 15 giorni. In tutto il disco ci sono degli sprazzi di genialità che dimostrano l'abilità compositiva di John soprattutto all'epoca, per esempio il brano d'apertura, Funeral for a Friend, arioso pezzo dal carattere progressive, il quale sfocia poi nella scatenata Love Lies Bleeding.
Goodbye Yellow Brick Road potrebbe essere definito un concept album; il titolo è una palese citazione da Il meraviglioso mago di Oz, un celebre romanzo per ragazzi di L. Frank Baum, e si riferisce all'addio all'innocenza e alla spensieratezza e al passaggio a una fase più matura e più consapevole della vita. Protagonisti delle singole canzoni sono personaggi della vita di tutti giorni con una trama ben delineata, che si uniscono in un'unica vicenda appena si ascolta l'album; effettivamente, Bernie, come ha sempre dichiarato, ha cercato di focalizzare il più possibile l'attenzione sulle immagini e sulle vicende umane, con un testo capace di evocarle e fonderle con la melodia di Elton.

### Registrazione
Nel 1973 Elton John era ormai popolare in tutto il mondo, grazie a singoli come Rocket Man, Daniel e Crocodile Rock e ad album come Honky Château e Don't Shoot Me I'm Only the Piano Player. Goodbye Yellow Brick Road non fu originariamente pianificato come doppio LP: l'emergente rockstar temeva che i suoi fan avrebbero potuto trovare il prezzo fin troppo caro. I progetti iniziali inoltre erano quelli di registrare il disco in Giamaica, sulle orme dei Rolling Stones, come disse lo stesso Elton nel librettino che accompagnava To Be Continued...: "Dissi 'I Rolling Stones hanno appena fatto Goat's Head Soup in Giamaica, andiamo lì'". Ma Kingston non rappresentava certo il luogo adatto, dato che né l'ambiente, decisamente ostile, né l'attrezzatura per la registrazione (fuori moda) potevano ritenersi adatti. L'atmosfera era molto importante, e quando Elton e la sua compagnia (formata da Bernie Taupin, Davey Johnstone, Dee Murray, Nigel Olsson e dal produttore Gus Dudgeon) arrivarono a Kingston, si era appena svolto il giorno precedente l'importante incontro di boxe fra Joe Frazier e George Foreman (la città era dunque in fermento). In queste incredibili circostanze venne registrata solo una versione frenetica di Saturday Night's Alright for Fighting, ma essa "suonava come se fosse stata registrata nella peggiore radio transistor". Inoltre, il paroliere Bernie Taupin aggiunse: "Se ricordo bene, lo studio era circondato dal filo spinato e c'erano individui con addosso delle mitragliatrici", mentre Elton commentò: "Avevo paura di uscire dalla stanza dell'hotel, perché Kingston in centro era abbastanza paurosa".
Questo soggiorno infernale, comunque, rese John in grado di comporre la musica di buona parte dell'album: "La maggior parte di quelle canzoni fu scritta in due o tre giorni nella mia stanza d'hotel su un pianoforte elettrico".
Abbandonata precipitosamente la Giamaica, bisognava però recuperare la situazione. Si pensò di tornare al famoso Château d'Hérouville: inizialmente, esso era stato chiuso a tempo indeterminato a causa di diversi problemi legali concernenti il possesso dello studio di registrazione; ma dopo il disastro di Kingston era tornato nuovamente disponibile.
Dato che la maggior parte del lavoro di composizione era già stato svolto, in dodici giorni furono registrate più di 21 tracce; si pensò di sceglierne 17 per formare un doppio LP da lanciare sul mercato mondiale. Persino Elton, visto l'enorme potenziale di questi brani, acconsentì alla sua distribuzione.
Dall'album furono estratti quattro grandi singoli: Goodbye Yellow Brick Road, Bennie & The Jets, Saturday Night's Alright (For Fighting) e la celeberrima Candle in the Wind, dedicata alla tragica morte di Marilyn Monroe e riadattata solo successivamente alla memoria di Diana Spencer nel 1997 sull'onda emotiva per la tragica e improvvisa morte di quest'ultima. Ma non mancavano altri momenti salienti: brani come Funeral for a Friend/Love Lies Bleeding (suite progressive rock della durata di 11:08), The Ballad of Danny Bailey (1909-34), All the Girls Love Alice, Grey Seal, Roy Rogers, Harmony, arrangiati da Del Newman, contribuirono enormemente a fare di questo LP un mito nella storia del rock, definito dal critico John Tobler come "un classico in modo assoluto".

### Accoglienza
(Nota di John Tobler sul libretto della Deluxe Edition dell'album, pubblicata nel 2003)
Il disco rimase in vetta alla classifica statunitense per otto settimane (rimanendo parecchio nella classifica Billboard 200), in cima a quella inglese per due settimane, in Canada per cinque settimane, diventando un successo a livello mondiale (in Italia e Norvegia raggiunse il 5º posto ed il 9° in Nuova Zelanda). Ha venduto 8 milioni di copie nei soli Stati Uniti (diventando così per otto volte disco di platino e disco più venduto dell'anno 1974); in Australia (primo per tre settimane) è diventato l'album più venduto di tutti i tempi.
Nel 2003 la rivista Rolling Stone lo ha inserito al 91º posto nella sua lista dei 500 migliori album. La medesima rivista ne ha inserito due singoli nel 2004 nella sua lista delle 500 migliori canzoni di tutti i tempi (Candle in the Wind al 347º posto e Goodbye Yellow Brick Road al 380°). Nel 2006, anche l'emittente radiofonica Capital Gold ha inserito il disco nella sua lista dei 500 migliori album in classifica (al 138º posto). Infine, è presente nell'elenco dei 100 album che hanno maggiormente influenzato la storia della musica dagli anni cinquanta ai giorni nostri secondo il Time (novembre 2006).
Nel 2001 è stato pubblicato il DVD Classic Albums: Elton John - Goodbye Yellow Brick Road; nel 2003, inoltre dopo trent'anni dalla distribuzione dell'album, ne è stata pubblicata una Deluxe Edition, formata da due CD (incluse alcune tracce bonus) e un DVD: The Making Of Goodbye Yellow Brick Road.

## Analisi dei brani
(Tori Amos, Musica di Repubblica, 2002)

### Funeral for a Friend/Love Lies Bleeding
Questi sono in assoluto due dei brani più studiati dell'intero album; il primo è un pezzo strumentale praticamente perfetto nel suo genere, dove viene messo particolarmente in evidenza il piano, ma anche la chitarra di Davey Johnstone e la batteria di Nigel Olsson; inizia in maniera macabra, poi fa la sua comparsa il pianoforte di Elton, che viene via via accompagnato da tutti gli altri strumenti in perfetta simbiosi fino a culminare nel rock vero e proprio di Love Lies Bleeding, collegato al precedente strumentale da una serie di accordi che diventano via via più sferzanti. Mette in evidenza i cori formati principalmente dalla Elton John Band (Dee Murray, Nigel Olsson e Davey Johnstone).
In generale, Funeral For A Friend/Love Lies Bleeding rappresenta il riassunto di tutta la filosofia stilistica e compositiva eltoniana, con accordi possenti, voce calda e curata, pianoforte di contorno e una miscela tra l'allegra follia dei suoi spettacoli e la solennità della tecnica pianistica.

### Candle in the Wind
Candle in the Wind parla della morte che coglie improvvisamente un artista o una celebrità all'apice della carriera, utilizzando la controversa figura di Marilyn Monroe come simbolo di questo concetto. La versione eseguita da Elton in Australia con la Melbourne Symphony Orchestra nel 1986 divenne nuovamente una hit l'anno successivo; nel 1997, eseguita al funerale di Lady Diana, divenne il singolo più venduto della storia, con oltre 40 milioni di copie vendute.
Né Elton né Bernie possiedono il ricordo della stesura del brano; in particolare Taupin ricorda di essere rimasto impressionato dal titolo di un libro omonimo, ma non riesce a rammentare la stesura del testo. La canzone è stata anche ripubblicata con la sola chitarra ad accompagnare Elton e la band nei cori (in pratica è la versione originale mixata escludendo tutti gli altri strumenti), presente nella Deluxe Edition del 2003.

### Bennie & The Jets
Bennie & The Jets si apre con una ripetizione ossessiva dello stesso accordo, per poi mettere ancora in evidenza il pianoforte ed Elton in falsetto; come dichiarò trent'anni dopo Davey Johnstone nel DVD "The Making Of Goodbye Yellow Brick Road", era probabilmente uno dei pezzi decisamente meno commerciali mai scritti dalla band, di difficile ascolto. Ciò nonostante, 'Bennie And The Jets' fu scelta a causa della sua immensa popolarità su WJLB, una stazione radio di Detroit di musica nera (R&B), dove a un certo punto l'80% delle richieste ricevute erano per questa traccia decisamente atipica. Il brano raggiunse la prima posizione in classifica negli USA e fu spesso trasmesso alle radio di musica nera. Taupin ricorda di aver scritto il brano pensando a un'immaginaria band guidata dal leader Bennie, personaggio femminile da lui inventato.
Gus Dudgeon decise di produrre il brano come se fosse stato un live e aggiunse degli effetti speciali come applausi e fischi da parte del pubblico (presi da un precedente concerto di Jimi Hendrix).

### Goodbye Yellow Brick Road
Brano nel quale sono molto evidenti il piano e i cori, la voce calda di Elton spesso in falsetto fa da sfondo alla malinconia della melodia; divenne subito un successo artistico e commerciale, ed è al 380º posto nella classifica del magazine statunitense Rolling Stone sui 500 migliori brani di tutti i tempi. Parla del conflitto tra la felicità interiore e la fama derivata da un grande successo commerciale, che assalì Taupin quando si ritrovò addosso una popolarità a livello mondiale. La canzone inizia con degli accordi semplici per poi svilupparsi nel ritornello ripetuto due volte.

### This Song Has No Title
Il testo enigmatico e toccante di Bernie Taupin si fonde con il pianoforte e la voce di Elton (impegnato anche al Mellotron e all'organo). John è l'unico musicista ad apparire in questo brano, dai toni vivaci e allegri da cui però traspare una malinconia velata che è alla base di moltissimi lavori dell'artista. This Song Has No Title è anche il brano meno lungo dell'album di provenienza, della durata di 02:23.

### Grey Seal
Riadattata dalla versione del 1970, uscita all'epoca come singolo insieme a Rock n Roll Madonna (adesso presenti entrambe sulla versione rimasterizzata dell'album Elton John). A differenza di quella di tre anni prima, è più ritmata e non possiede i sontuosi arrangiamenti di Paul Buckmaster. Presenta infatti il caratteristico sound del resto del disco, con largo uso di sintetizzatore e tastiere. È presente anche il pianoforte, che può richiamare alla mente la cover di Elton di Pinball Wizard. Il testo di Taupin non ha alcun significato specifico.

### Jamaica Jerk - Off
Il brano riprende motivi reggae e presenta cori di Dee Murray, Nigel Olsson e Davey Johnstone; richiama esplicitamente la Giamaica, dove Elton e Bernie si erano recati per registrare l'album prima di trasferirsi al castello di Hérouville.
Nel librettino dell'album Jamaica Jerk-Off viene attribuita scherzosamente a Reggae Dwight e Toots Taupin (Toots & the Maytals era un gruppo reggae degli anni settanta).

### I've Seen That Movie Too
In I've Seen That Movie Too si fanno ben sentire gli arrangiamenti di Del Newman, soprattutto nella maestosa parte strumentale e nel finale. Per tutto il brano è possibile captare un certo, sottile senso di tristezza, tipico di parecchi altri episodi del cantautore britannico. La melodia è dunque molto malinconica: il testo di Taupin, inoltre, ricalca in maniera struggente una storia d'amore.

### Sweet Painted Lady
La canzone, che ricalca il ruolo della prostituta e ha quindi come tema portante il sesso, è l'ottava traccia dell'album. La melodia mostra efficacemente l'onnipresente pianoforte di Elton, soprattutto nella parte finale. Vengono inoltre aggiunti degli effetti sonori extra, come per esempio il canto dei gabbiani, alla fine del brano. Il sound, dall'evocativo gusto old-fashioned, rievoca efficacemente le tipiche atmosfere degli anni quaranta.

### The Ballad of Danny Bailey (1909-34)
Il brano riprende motivi del Vecchio West analizzando la figura del gangster; nella intro spiccano il pianoforte di Elton e il basso di Dee Murray: fino al ritornello dominano la scena, per poi farsi sentire ancora nel finale sempre orchestrato da Del Newman. Il 'Danny Bailey' della canzone è un personaggio inventato dalla fantasia di Taupin, mentre Dillinger fu un noto gangster americano.

### Dirty Little Girl
Con Dirty Little Girl la melodia torna ad essere irregolare e ossessivamente sferzante, come nel caso di alcuni brani precedenti (per esempio Bennie & The Jets). In questo brano Elton è presente al pianoforte Leslie, ma anche al mellotron, mentre Dee Murray (al basso), Davey Johnstone (alla chitarra elettrica) e Nigel Olsson (alla batteria) completano il tutto.

### All the Girls Love Alice
Il brano, efficace espressione del rock che negli anni settanta imperversava sulla scena musicale mondiale, mette in evidenza Dave Hentschel ancora una volta al sintetizzatore A.R.P. Importante è anche, al tamburello basco, il funambolico percussionista Ray Cooper, futuro membro della Elton John Band. La cantante britannica Kiki Dee è presente ai cori.

### Your Sister Can't Twist (But She Can Rock 'n Roll)
Your Sister Can't Twist (But She Can Rock 'n Roll) si rifà esplicitamente al rock and roll degli anni cinquanta, sia nel testo di Bernie Taupin che nella melodia di Elton, briosa ed energica. Secondo John Tobler, il brano potrebbe aver ispirato Jim Steinman nella composizione di Paradise By The Dashboard Light, un'altra traccia nell'album di Meat Loaf Bat Out of Hell. Il titolo della canzone è citato erroneamente, nel librettino della versione rimasterizzata dell'album (1995): è accreditato come Your Sister Can't Dance (But She Can Rock 'n Roll). John è presente al pianoforte e all'organo Farfisa; il resto della band è impegnato anche ai cori.

### Saturday Night's Alright (For Fighting)
Divenuto uno dei classici di John dal vivo, estremizza lo stile del precedente con gli sferzanti e carichi accordi di chitarra di Johnstone e la violenta ossessività del pianoforte (che classificano il brano nell'hard rock). Ebbe un clamoroso successo ovunque; di questa canzone esistono anche delle reinterpretazioni, eseguite peraltro da artisti del calibro degli Who e dei Queen. Elton ha anche eseguito il brano in duetto con Anastacia al Madison Square Garden, pubblicato sull'album One Night Only nel 2000.

### Roy Rogers
Testo ispirato a una fortunata serie americana degli anni cinquanta avente per protagonista il cowboy Roy Rogers con il suo cavallo Trigger; particolarmente evidente nella ballata il pianoforte, che accompagna la calda voce di Elton, oltre a Del Newman che per tutta la canzone fa valere i suoi arrangiamenti orchestrali.

### Social Disease
Il brano, sulla stessa onda di Honky Cat, evidenzia il banjo di Davey Johnstone e la voce in falsetto di Elton, è inoltre decisamente honky tonk; come al solito, il pianoforte di Elton fa da contorno all'intera melodia. Anche qui sono stati aggiunti alcuni effetti speciali (come per esempio l'abbaiare di un cane nella intro della canzone). Il testo di Bernie Taupin, alla lettera, significherebbe Malessere Sociale.

### Harmony
Harmony chiude l'album dolcemente, con i cori della band che ancora una volta accompagnano la voce di Elton, sostenuta dal pianoforte e dagli arrangiamenti di Del Newman. Davey Johnstone, stavolta, è alla chitarra acustica; il testo di Taupin (il titolo significa in italiano Armonia) torna ancora una volta a parlare di amore.

## Tracce
Tutte le canzoni dell'album sono firmate John/Taupin (tranne Jamaica Jerk-Off, firmata scherzosamente Reggae Dwight/Toots Taupin, per la chiara corrente musicale).
1. Funeral for a Friend/Love Lies Bleeding – 11:08
2. Candle in the Wind – 3:50
3. Bennie & The Jets – 5:23
4. Goodbye Yellow Brick Road – 3:13
5. This Song Has No Title – 2:23
6. Grey Seal – 4:00
7. Jamaica Jerk-Off – 3:38
8. I've Seen That Movie Too – 5:58
9. Sweet Painted Lady – 3:54
10. The Ballad of Danny Bailey (1909-34) – 4:23
11. Dirty Little Girl – 5:01
12. All the Girls Love Alice – 5:09
13. Your Sister Can't Twist (But She Can Rock n'Roll) – 2:42
14. Saturday Night's Alright (For Fighting) – 4:53
15. Roy Rogers – 4:08
16. Social Disease – 3:43
17. Harmony – 2:46

Brani bonus (Deluxe Limited Edition SACD 2003)
1. Whenever You're Ready (We'll Go Steady Again) – 2:51
2. Jack Rabbit – 1:49
3. Screw You (Young Man's Blues) – 4:43
4. Candle in the Wind (Acoustic Version) – 3:50

## Formazione
- Elton John - voce, pianoforte, Fender Rhodes, mellotron, organo Hammond, farfisa
- Dave Johnstone - chitarra acustica, cori, chitarra elettrica, banjo, slide guitar
- Dee Murray - basso, cori
- David Hentschel - sintetizzatore, ARP
- Nigel Olsson - batteria, cori, tamburello basco
- Ray Cooper - tamburello basco
- Leroy Gomez - sax
- Kiki Dee - cori

## Classifiche

### Classifiche settimanali
| Classifica (1973-75) | Posizione massima |
| -------------------- | ----------------- |
| Australia            | 1                 |
| Canada               | 1                 |
| Italia               | 5                 |
| Norvegia             | 5                 |
| Nuova Zelanda        | 9                 |
| Regno Unito          | 1                 |
| Stati Uniti          | 1                 |

### Classifiche di fine anno
| Classifica (1973) | Posizione |
| ----------------- | --------- |
| Italia            | 36        |
| Classifica (1974) | Posizione |
| Australia         | 2         |
| Regno Unito       | 6         |
| Stati Uniti       | 1         |
| Classifica (1975) | Posizione |
| Nuova Zelanda     | 7         |